# Rotenoide

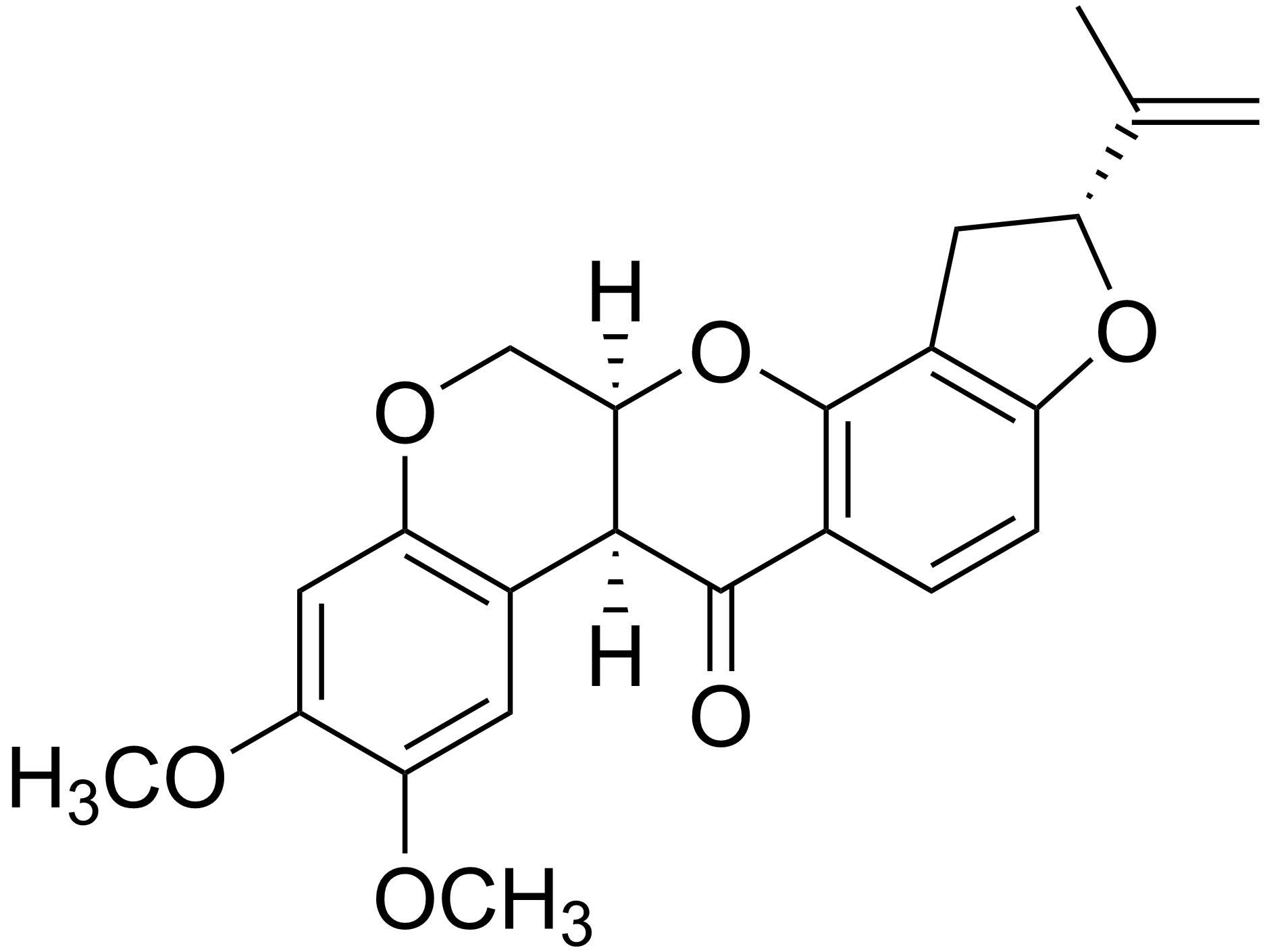
Rotenona

Los Rotenoides son sustancias naturales que contienen un tetrahidrocromeno fusionado cis-[3,4-b] núcleo cromeno. Los rotenoides están relacionados con las isoflavonas.

## Producción natural
Muchas plantas de la subfamilia Faboideae contienen rotenoides. Los rotenoides se pueden encontrar en las especies de Lonchocarpus. Deguelin y tephrosin pueden encontrarse en Tephrosia vogelii. 6'-O-β-D-glucopyranosyl-12a-hydroxydalpanol se pueden encontrar en los frutos de Amorpha fruticosa. Elliptol, 12-desoxo-12alfa-metoxieliptona, 6-metoxi-6a,12a-deshidrodeguelina, 6a,12a-deshidrodeguelina, 6-hidroxi-6a,12a-deshidrodeguelina, 6-oxo-6a,12a-deshidrodeguelina y 12a-hidroxieliptona se pueden aislar de Millettia duchesnei. Deguelina, dehydrodeguelina, rotenol, rotenona, tephrosin y sumatrol se encuentran en Indigofera tinctoria. 6aα,12aα-12a-hidroxieliptona están en los tallos de Derris trifoliata. Amorfol, un rotenoide biósido se pueden aislar de las plantas del género Amorpha. Deguelina, rotenona, eliptona y α-toxicarol aparecen en las semillas de Lonchocarpus salvadorensis. Clitoriacetal, estemonacetal, 6-desoxiclitoriacetal, 11-desoxiclitoriacetal, 9-desmetilclitoriacetal y estemonal son aisladas de Clitoria fairchildiana.
Los rotenoides también pueden encontrarse en la familia Nyctaginaceae. Mirabijalona A, B, C y D, 9-O-metil-4-hidroxiboeravinona B, boeravinona C y F, y 1,2,3,4-tetrahidro-1-metilisoquinolina-7,8-diol) se aíslan de la raíz de Mirabilis jalapa. Boeravinonas G y H son dos rotenoides aislados de Boerhavia diffusa. Abroniona y boeravinona C se encuentra en Abronia villosa.